# Фріц Нобе
Фріц Нобе (нім. Fritz Nobe; 24 жовтня 1880, Дрезден, Німецька імперія — 2 травня 1945, Осло, Норвегія) — німецький адміністративний чиновник ВМС, адміралштабсінтендант крігсмаріне (1 травня 1944).

## Біографі
В 1901/02 роках проходив службу в 1-му Саксонському лейб-гренадерському полку. З 24 червня 1907 року — лейтенант резерву. 2 червня 1913 року вступив в інтендантську службу ВМС. Служив у різних інтендантських службах, переважно на Балтиці. З 15 вересня 1921 року — директор адміністративної служби Кільського арсеналу. 23 березня 1923 року переведений в Морського керівництва, де очолив адміністративний відділ верфей. З 26 червня 1934 року — директор адміністративного відділу військово-морських верфей у Вільгельмсгафені. З 3 жовтня 1938 року — головний інтендант військово-морської станції «Нордзе». З 4 липня 1943 року — головний інтендант при командуванні вермахту в Норвегії. Наклав на себе руки.

## Нагороди
- Залізний хрест 2-го класу для некомбатантів
- Медаль «За вислугу років» (Саксонія) 2-го класу для службовців ландверу
- Медаль Червоного Хреста (Пруссія) 2-го класу
- Почесний хрест ветерана війни
- Медаль «За вислугу років у Вермахті» 4-го, 3-го, 2-го і 1-го класу (25 років)